# دانشگاه اوکایاما
دانشگاه اوکایاما (انگلیسی: kayama Daigaku) یک دانشگاه ملی در ژاپن است. پردیس اصلی در تسوشیما-ناکا، اوکایاما، استان اوکایاما واقع شده‌است.
این مدرسه در سال ۱۸۷۰ تأسیس شد و در سال ۱۹۴۹ به دانشگاه تبدیل شد.